# Ninja Gaiden (juego de arcade)
Ninja Gaiden, lanzado en Japón como Ninja Ryūkenden (en japonés: 忍者龍剣伝, lit. 'Ninja Dragon Sword Legend') y en Europa como Shadow Warriors, es un juego beat-'em-up de desplazamiento lateral de 1988, originalmente lanzado por Tecmo como un videojuego de arcade operado por monedas. [3] Fue lanzado por primera vez en América del Norte y Europa a finales de 1988, y luego en Japón en febrero de 1989. El Ninja Gaiden arcade se produjo y lanzó casi simultáneamente con su contraparte de consola doméstica para Nintendo Entertainment System, aunque son juegos diferentes con solo algunas similitudes. El diseñador del juego de arcade solo se acredita como "Strong Shima", pero Masato Kato, que trabajó en la versión de NES, lo identificó como un "Sr. Iijima". Fue el primer juego lanzado en la franquicia Ninja Gaiden. El juego de arcade fue un gran éxito comercial en América del Norte y se convirtió en el kit de conversión de arcade de mayor recaudación de 1989 en los Estados Unidos.
Las versiones domésticas del juego de arcade Ninja Gaiden fueron lanzadas en Europa bajo el título Shadow Warriors en 1990 por Ocean Software para cinco plataformas informáticas diferentes (Amiga, Atari ST, Commodore 64, ZX Spectrum y Amstrad CPC), en Norteamérica para IBM PC. de Hi-Tech Expressions, y como un juego para un solo jugador para la consola Atari Lynx de BlueSky Software . La versión arcade de Ninja Gaiden también se incluye como un juego de bonificación oculto en Ninja Gaiden Blackpara Xbox en 2005 . [6] El juego de arcade se publicó como un juego de consola virtual para Nintendo Wii en 2009, junto con Nintendo Switch el 5 de mayo, y más tarde el 9 de mayo en PlayStation 4 de 2019 como un juego de Arcade Archive de Hamster Corporation . [7] [8]

## Jugabilidad
La versión arcade de Ninja Gaiden es un beat-'em-up en el que el jugador controla a un ninja contratado para derrotar a un culto malvado liderado por Bladedamus, un descendiente de Nostradamus que busca cumplir su fin del mundo. profecías e inundaron las calles de los Estados Unidos con criminales. El primer jugador controla a un ninja vestido de azul, mientras que el segundo jugador controla a uno vestido de naranja. Como la mayoría de los beat-'em-ups, el jugador avanza a través de etapas al derrotar a los enemigos dispersos en cada área.
Los controles consisten en un joystick de ocho direcciones con un botón instalado en la parte superior y dos botones de acción adicionales para atacar y saltar. El botón en la parte superior del joystick le permite al personaje del jugador agarrarse a cualquier barra superior o cuerda floja y colgarse de allí. Hay cinco técnicas principales que se realizan presionando el joystick y los botones individualmente o en combinación entre sí. Estos consisten en la "Combinación de triple golpe" (una serie de puñetazos y patadas que sirven como ataque estándar del jugador), el "Lanzamiento de cuello volador" (realizado atacando al enemigo mientras salta), el "Hang Kick" (realizado atacando el enemigo mientras cuelga de una barra), el "Caminata por la cuerda floja" (en el que el jugador se mueve mientras cuelga o se para sobre una cuerda floja) y el "Phoenix Backflip"
El jugador puede destruir ciertos objetos en el entorno (como cabinas telefónicas, postes indicadores, contenedores de basura) golpeando o arrojando enemigos sobre ellos. Estos descubrirán elementos ocultos que otorgarán al jugador puntos de bonificación, recuperación de salud, extensiones de tiempo e incluso una vida extra. Un elemento en particular armará temporalmente al jugador con una espada que se puede usar hasta diez veces antes de volver a sus golpes y patadas estándar.
Las primeras cinco etapas se basan en ciudades estadounidenses reales y puntos de referencia como Los Ángeles, la ciudad de Nueva York, Las Vegas, Carolina del Norte, el Gran Cañón y un ferrocarril transcontinental. La sexta y última etapa se desarrolla dentro del escondite del enemigo. Los jefes recurrentes incluyen un luchador de sumo, un par de luchadores que se asemejan al equipo The Road Warriors conocido como Daor Warriors (en japonés: ドーロウォリアーズ) y un trío de acróbatas enmascarados con garras conocidos como los Hombres de Nanto (en japonés: 南斗の男たち, romanizado: Nanto no Otokotachi). El jefe final, Bladedamus, empuña dos espadas y tiene un ataque de aliento de fuego.

## Recepción
El juego de arcade fue un gran éxito comercial en América del Norte y se convirtió en el kit de conversión de arcade de mayor recaudación de 1989 en los Estados Unidos. En Japón, Game Machine incluyó a Ninja Gaiden en su edición del 15 de marzo de 1989 como la segunda unidad de juegos de mesa de mayor éxito del mes.
El juego de arcade fue bien recibido por la crítica. Nick Kelly de Commodore User lo llamó "la próxima generación para los fanáticos de Double Dragon" con elogios por los controles, la variedad de fondo y el modo de dos jugadores, pero con algunas críticas hacia los gráficos "ligeramente descoloridos" y la pantalla de continuación "sangrienta". Computer and Video Games lo calificó como un "beat 'em up ingenioso" similar a Bad Dudes vs. DragonNinja (1988) con gráficos "suaves" y "masas de acción" que es "muy divertido" en el modo de dos jugadores. , a pesar de la falta de originalidad.
Al revisar la versión de Atari Lynx, Robert A. Jung de IGN dijo que la historia era irrelevante y que el juego era una versión reducida del arcade original. "Lamentablemente, Ninja Gaiden no ofrece ninguna mejora en absoluto, y algunos dirían que su reducción es aún peor". Elogió los gráficos, pero en su veredicto final escribió: " Ninja Gaiden no es un mal juego; simplemente tampoco es un buen juego". Rob Swan, de Computer and Video Games, dijo que el juego era exactamente igual que el arcade de máquinas tragamonedas y sintió que el juego era un poco menos excelente pero realmente adictivo. Les Ellis le dio al juego una crítica positiva en Raze.
Al revisar la versión ZX Spectrum, Your Sinclair elogió los gráficos coloridos y los fondos interactivos. A Crash le gustó la animación, pero se había cansado del género. Sinclair User lo resumió así: "Realmente no hay una pizca de originalidad en Shadow Warriors. No obstante, será un desafío difícil". Revisando las versiones de Amiga y Spectrum, C+VG destacó la música y los efectos de sonido.
Hoy en día, el juego es recordado principalmente por su espeluznante pantalla de continuación, en la que el personaje del jugador está atado a una mesa mientras una sierra circular se baja lentamente hacia él. Los críticos han notado cómo aterrorizó a los jugadores para que siguieran jugando.

## Diferencias entre versiones

### Diferencias regionales
Ninja Ryukenden, la versión japonesa, al ser la versión posterior del juego, tiene las siguientes diferencias con respecto a las otras versiones:
- La versión Ninja Ryukenden tiene una fecha de copyright de 1989 en lugar de 1988, como corresponde a su lanzamiento posterior. La versión Famicom de Ninja Ryukenden ya se lanzó cuando el juego de arcade se distribuyó en Japón.

- La música de fondo de la Etapa 4 fue reemplazada por otra melodía que se asemeja en algunas partes a la Tocata y fuga en re menor, BWV 565 de Bach. Y aunque las otras melodías de música de fondo son las mismas que en la versión estadounidense, hay algunas adiciones menores a las melodías en la versión japonesa.

- Los personajes enemigos causan daño normal durante la etapa final (un combo de tres golpes toma un cuadrado de la barra de vida del jugador), a diferencia de la versión de Estados Unidos, donde en la última etapa, los enemigos estándar y los jefes intermedios solo necesitan golpear al jugador. una vez para quitar uno o dos cuadrados de vida, y el último jefe puede matar al personaje del jugador con un solo ataque.

- Una voz digitalizada grita el título del juego en la pantalla "despejar el escenario".

### Versiones de Consola Virtual y Arcade Archives
Este juego se transfirió a Nintendo Wii como un juego Arcade de consola virtual descargable en Japón el 28 de julio de 2009, en las regiones PAL el 13 de noviembre de 2009 y en América del Norte el 21 de diciembre de 2009. Sin embargo, esto contiene la mismos cambios encontrados en Ninja Gaiden Black .
- La música del jefe en las Etapas 2 y 5 se ha omitido de esta versión (debido a que se basa en "Iron Man" de Black Sabbath); a su vez, la música de fondo normal sigue sonando incluso después de que aparecen los jefes (lo que normalmente provocaría el cambio rápido de música).
- Se eliminó el uso de la Estrella de David en las imágenes del juego (las alfombras al final de la Etapa 4 y la Etapa 6).